# 本因坊秀榮
本因坊秀榮（1852年11月1日—1907年2月10日），日本圍棋棋手、第十三世林家家督、第十七世及十九世本因坊、第九位名人。 為本因坊秀和的次子，本名土屋平次郎，法名日達。

## 生平

### 過繼林家
因為林柏榮門入的跡目林有美英年早逝，門入於是將好友秀和的次子平次郎過繼到林家，平次郎成為門入養子，改名林秀榮，被立為跡目。1864年門入去世，十四歲的秀榮繼任，是為第十三世林秀榮，彼時御城碁已經停辦，秀榮以此為終身之憾。
1868年，獲得本因坊家、安井家的同意要升四段，卻遭松本因碩反對，並派弟子小林鐵次郎來與秀榮爭碁。秀榮認為自己為一家之家督，加上為秀和之子，縱使只有三段，也不該與他家弟子爭碁，而自行報升四段。
對秀榮影響最大的人為秀和第一弟子村濑秀甫，秀甫在秀策死後原本內定是本因坊家的跡目，卻因種種問題而遭到秀和疏遠未能繼任，於是離開坊門出遊。而彼時秀榮雖貴為家督，卻因養母喜美子尚在人間，處處遭到限制而感到無趣，遂與秀甫一同出遊。兩人在關西地區將盤纏花盡，常常迫使秀榮留在旅社作人質，秀甫出來下賭碁賺錢還債，因而感情深厚。

### 勁敵方圓社
後來秀和長子本因坊秀悅逐漸患有精神病，當初秀和因時勢問題而告誡三子要「好好保持家業」，也許因此三子近乎將本因坊家視為土屋家的家產，而本因坊家實際上也都由秀榮掌管。後來秀悅病危，因各種問題，秀甫、丈和第三子中川龜三郎等沒能繼任家督，最後由秀悅三弟土屋百三郎接手，為本因坊秀元，不過三段的棋力成為當時碁界笑話。也使江戶末期的圍棋第二次盛世結束，進入第二次黑暗期。
龜三郎未能繼任後，與小林鐵次郎等人成立第一個現代化的棋社：方圓社，由秀甫擔任第一代社長，一時如日中天，閉門造車的棋四家大受打擊；此事也使秀悅更加吃不消，同年傳位給秀元，坊門衰落不振，方圓社逐漸掌控碁界局勢。
之後席次問題再次浮現，秀榮希望遵循古法，本因坊家為上，但當時政商名流都支持現代化的方圓社，加上秀元才三段，最後在安井家家督安井算英的調停下才得以平息。
1880年，方圓社開始發免狀（段位證書），免狀一向都是傳統四家的主要收入來源，方圓社這麼做嚴重威脅四家的生存。秀榮無法，於是以坊門的名義將秀甫、龜三郎等人「驅逐出門」，吊銷免狀，以洩心頭之恨，但也只成為更大的笑柄，許多坊門弟子紛紛投奔方圓社，使得坊門雪上加霜。
在擔任林家家督期間，養母喜美子將林家財產占為己有，不斷浪費，秀榮就只有下棋的份，秀榮整天埋首圍棋，之後激進而能與秀甫一決高下的基礎就是在此時打下。

### 接任本因坊家督
1882年，喜美子終於去世，秀榮向來以自己為秀和之子為榮，因而放棄家督身分回歸本因坊家。當時本因坊家的家督秀元始終只有四段，難以服人，加上坊門經過兩次大火已經毫無財產，且門第觀念已經式微，而林家財庫頗豐，於是秀榮便沒有立繼承人，林家順勢併入本因坊家，之後接任為第十七世，五段。
秀榮雖只有五段，但是棋力早已七段，只是坊門採古法，升段得由御城碁之類比賽獲得佳績而受人推薦升段，彼時三家無公開比賽，因而秀榮仍只有五段。秀甫聽到秀榮繼任本因坊，大吃一驚，認為此人必成勁敵，方圓社的一個社員高橋杵三郎（五級）不服，而與秀榮對局卻大敗；副社長龜三郎（三級）與秀榮對弈仍敗。至此秀榮出名，坊門也逐漸復甦，許多名人富商也都同情坊門遭遇而給予資助。

### 與秀甫十番碁
龜三郎輸棋後，加上坊門勢力越來越強，秀甫不得不御駕出征，差三段手合應為先二，但秀甫自認不敵，於是最後改為讓先十番碁，轟動當時，成績如下：
1. 秀榮　黑中盤勝
2. 秀甫　白八目勝
3. 秀甫　白二目勝
4. 秀甫　白四目勝
5. 秀榮　黑三目勝
6. 秀甫　白中盤勝
7. 秀榮　黑七目勝
8. 秀甫　白二目勝
9. 秀榮　黑12目勝

第九盤下完，秀榮的政治家好友後藤象二郎認為此時為合作最佳時機，秀榮自己棋輸秀甫，於是與後藤象二郎討論後，秀榮照其法與秀甫談條件，最後兩人談好了條約，內容如下：
1. 本因坊家與方圓社互為獨立之團體，兩團體地位相等，一起宏揚碁道。
2. 本因坊秀榮以本因坊家的名義授予村賴秀甫準名人免狀。
3. 本因坊秀榮將其家督之銜傳給村賴秀甫，是為第十八世。
4. 本因坊秀甫以本因坊家的名義授予土屋秀榮七段免狀。
5. 方圓社的級位制度須取消，改回以前的段位制度。
6. 方圓社、本因坊家不得個別發行免狀，須雙方同意，並且收入兩方平分。
7. 秀甫如去世，本因坊家家督由碁界最強者接手。

看上去好像秀榮毫無所獲，但是第一條代表傳位給秀甫並非是方圓社吞併坊門，且使坊門以後如失勢也免於遭吞併的地步，甚至可以受到方圓社援助。第二條卻強烈暗示坊門地位高於方圓社，而第四條則輕鬆地升上七段，第五條則又再次暗示方圓社的忍讓，而第六條則讓坊門收入穩定（當時學碁多投方圓社），第七條本是要由秀榮接手，但講太明恐危及談判，於是才這麼寫，預留了秀榮以後的去路。總之，秀榮利多於弊，且秀甫從小的志願就是當上本因坊家家督，縱使多年來的輾轉，甚至都當上了社長，心中最大願望還是當上家督，此願望甚至比當上名人更甚，所以於其他幾條根本毫不在乎。
當上家督後，與秀榮下完十番碁的最後一盤，秀榮黑四目勝，兩人各勝五盤。十番碁後沒多久，這位近代對於圍棋現代化最有貢獻的偉大秀甫，就得了胃癌去世了。

### 再任本因坊家督
秀甫死後中川龜三郎繼任為第二任方圓社社長，之後秀榮援條約第七條想再次當上家督，遭到天下非議，但秀榮毫不在乎，也無人敢與之爭碁，於是秀榮成為第一位當上兩次家督的家督，是為第十九世。秀甫死後，秀榮也就成為天下第一的棋士。
1892年，遠遊的安井算英回到東京，在日本橋棋俱樂部與秀榮對局一盤，見到許久不見的好友，秀榮心情很好而局後解說了該盤，解說得非常好，於是獎勵會正式成立，由秀榮與後進對局，比賽公開，並盤後解說，此舉大受好評，之後更受到有錢商人資助而擴大成為四象會，秀榮的威望就是在此時期打下，說是研究會，其實都是方圓社社員向秀榮挑戰，秀榮勝多敗少，天下都被降到先二（除秀榮大弟子田村保壽外），而在1898年升上準名人。
之後勁敵龜三郎退休，秀榮君臨天下，生活也過得很簡樸而十分貧窮，逐漸養成自認高尚的的人格，如對弟子保壽的紀念棋原本遭保壽大勝，卻硬是要求保壽重下一盤而變成秀榮獲勝。1905年成立日本圍棋會來當作四象會獲利的基金會，且運用手段壓抑了方圓社社員升段的權力，甚至公開說「如果不毀掉方圓社，我死不瞑目」的話。

### 升任名人
1906年，秀榮在天下無敵的情況下，升上了名人，成為幕府垮台後，第一位名人，（碁所是幕府官派官位，所以秀榮只有名人而無碁所）。但因為過於貧窮而逐漸染病，晚年對於弟子保壽十分厭惡，而卻對入門沒多久的雁金準一（五段，從方圓社轉來，因為長得頗像秀榮而深得其心）非常喜歡，遺書中指定立準一為繼任者，並把保壽逐出坊門。死後引起爭議而造成坊門分裂，最後暫由已經退休許久的秀元接任。

## 評價
後世對於秀榮評價非常高，生於世代交替的時代，秀榮能從原本消極保守變成積極現代，被認為有政治家的手腕，其研究會也帶動之後報紙刊載棋局解說的風氣。而論其棋，在當代將天下降到先二，棋風飄逸輕靈，吳清源看過其棋譜後嘆道「真是天才」，後世評論「如果是沒貼目的棋，黑棋要照秀策的下法，白棋則要照秀榮的下法，讓子棋則非學秀哉下法不可。」後來也入選了圍棋殿堂。

## 外部連結
日本圍棋故事
日本圍棋四百年激戰風雲錄